# Oneplay Sport 2
Oneplay Sport 2 je český sportovní televizní kanál specializující se na fotbalové zápasy. Kanál vysílá v základní nabídce IPTV operátora O2 TV, ve které je dostupný ve standardním i vysokém rozlišení. Ve vysílání se objevují fotbalové zápasy Chance Ligy. Do konce roku 2016 byla vysílána také Premier League. Vedle přímých přenosů stanice vysílá magazíny fotbalových velkoklubů. Vysílání začíná v 9:00 a je ukončeno Sportovním infoservisem v jednu hodinu ráno. Provozovatelem kanálu je společnost O2 TV s.r.o.

## Historie
Zkušební vysílání se na frekvencích po bývalém sportovním kanálu O2 Sport7, který vysílal nepravidelně, v sítích O2 TV objevilo 6. srpna 2016. O dva dny později, v pondělí 8. srpna 2016, bylo zahájeno pravidelné vysílání. Se spuštěním tohoto kanálu došlo k vyřazení konkurenčních sportovních kanálů Digi Sport 1 a Digi Sport 2 z nabídky O2 TV, neboť výhradní práva pro šíření těchto stanic v České republice získal satelitní operátor DIGI CZ. Grafiku a logo televize vyrobila společnost Department. Ta vsadila na přímočaré tvary a barevné rozlišení jednotlivých sportovních kanálů. Do konce roku provozovatel plánoval vybudovat novou maskérnu, zasedací místnost a další prostory pro sportovní komentátory.
Provozovatel uzavřel tříletý kontrakt na přímé přenosy nejlepších zápasů španělského, francouzského a italského fotbalového poháru včetně Superpoháru. Ve vysílání se objevilo také mezistátní přípravné utkání na Euro 2016.
Dne 20. září 2016 v 15:00 hodin při příležitosti zápasu 286. derby pražských "S" (Slávia - Sparta) byl divákům nabídnut standardní komentář zastoupený Tomášem Radotínským a Milanem Štěrbou a zároveň komentář fanouškovský Davida Suchařípy a novináře Pavla Novotného. Divák si mezi těmito komentáři mohl zvolit prostřednictvím takzvané multidimenze, která mu zároveň nabídla i pohledy kamery za brankou. Vysílání přenosu bylo obohaceno o livechat diváků, jejichž komentáře zveřejněné na sociálních sítích Facebook a Twitter s hashtagem #O2sportLIVE byly zobrazeny ve vysílání. Sportovní přenos sledovalo 197 000 diváků.
Televizní stanice O2 TV Fotbal získala práva na dva zápasy z každého kola FORTUNA:LIGY. V minulosti měla práva pouze na jeden zápas. Aby mohl zůstat český fotbal konkurenceschopný, šéf fotbalové asociace Miroslav Pelta souhlasil se zástupci O2 TV, že nejlepším řešením je přesun přímých přenosů na placené kanály. Programový obsah stanice doplnila přenosy evropských národních pohárů a magazíny fotbalových velkoklubů.
Provozovatel v prosinci 2016 zakoupil všechna domácí utkání Benficy Lisabon a s Petrem Svěceným pracoval na přípravě fotbalového magazínu mapujícího nejvyšší fotbalovou soutěž. Pro O2 TV Fotbal byla prioritou Synot liga a Liga mistrů, ze kterých vysílal většinu utkání. Premier League byl garantován do konce roku 2016. V dalších letech je provozovatel ochoten investovat do televizních práv 1 miliardu korun. I přes negativní dopad regulace roamingu na mobilní služby v České republice a na Slovensku se společnosti podařilo v roce 2016 zvýšit čistý zisk o 8% díky služby O2 TV.

## Program 2025/26

### Fotbal
- Chance Liga
- MOL Cup

## TV pořady
- Arsenal World
Magazín britského fotbalového velkoklubu Arsenal.
- Evropský fotbal
Fotbalový magazín z fotbalových soutěží La Liga, Bundesliga, Premier League a Serie A.
- Juventus TV - Magazín
Magazín italského fotbalového velkoklubu Juventus Turín.
- Magazín Champions League
Zajímavosti a rozhovory z nejsledovanější fotbalové soutěže světa.
- Tiki-Taka
Fotbalové talk show, moderovaná Petrem Svěceným, se věnuje různým tématům 1. fotbalové ligy.
- Sportovní infoservis

## Komentátoři
- Aleš Svoboda
- Jan Homolka
- Jiří Vrba
- Milan Štěrba
- Tomáš Radotínský
- Vlastimil Kaiser
- Václav Pilný

## Dostupnost

### IPTV
Televizní kanál O2 TV Fotbal je dostupný pouze v IPTV síti O2 TV.